# Qiryat Ono

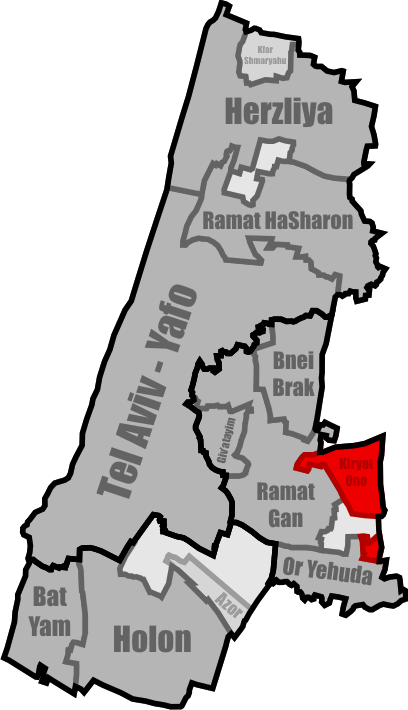
Localização de Qiryat Ono no Distrito de Tel Aviv.

Qiryat Ono (em hebraico:  קִרְיַת אוֹנוֹ) é uma cidade de Israel, pertecente ao distrito de Tel Aviv.

## Geminações
Qiryat Ono possui as seguintes cidades-gémeas:
- - Drachten, Países Baixos
- - Dormagen, Alemanha